# Dia de la Independència d'Ucraïna
El Dia de la Independència d'Ucraïna (en ucraïnès: День незалежності України) és una festa nacional d'Ucraïna celebrada anualment el 24 d'agost en honor de la declaració d'independència. En aquesta declaració signada el 24 d'agost de 1991, Ucraïna es va independitzar de la Unió Soviètica, que controlava el territori de l'anteriorment anomenada República Popular d'Ucraïna des de la primavera de 1921.

## Història
Quan Ucraïna encara era una república soviètica, la diàspora ucraïnesa va reconèixer el 22 de gener (dia de la Declaració d'Independència de la República Popular d'Ucraïna l'any 1918) com el Dia de la Independència d'Ucraïna.
El format actual de la festivitat es va celebrar per primer cop el 16 de juliol de 1991, com el primer aniversari de la Declaració de Sobirania de l'Estat d'Ucraïna aprovada per la Rada Suprema l'any anterior. Un cop emesa la Declaració d'Independència el 24 d'agost de 1991 i haver estat ratificada per un referèndum l'1 de desembre del mateix any, es va modificar la data de la festivitat.

## Celebracions per any

### 2021
L'any 2021, Ucraïna va celebrar el 30è aniversari de la seva independència. Una empresa de Lviv va dissenyar un logotip especial per a l'ocasió i es va anunciar un nou premi conegut com la «Llegenda Nacional», que es va entregar en una cerimònia el 22 d'agost. També es va anunciar que la primera Cimera de la Plataforma de Crimea es celebraria el 23 d'agost. Es va convidar a diversos líders estrangers a aquest aniversari, entre ells el president estatunidenc Joe Biden, la presidenta grega Katerina Sakel·laropulu, el president lituà Gitanas Nausėda i la presidenta moldava Maia Sandu.
El 24 d'agost va haver una gran desfilada militar a Kíev, on hi van participar tropes de les forces terrestres, forces de les unitats especials i unitats visitants de diverses forces armades estrangeres. Hi van participar més de 5000 soldats, 400 tancs i vehicles blindats. També van participar-hi unitats de la Força Aèria d'Ucraïna, que van sobrevolar Kíev.
Just abans de la desfilada, el president Volodímir Zelenski va dirigir-se a la multitud tot demanant relacions més estretes amb d'altres països exsoviètics, nacions europees i l'OTAN.